# Salman Rushdie
Ahmed Salman Rushdie CH (devanāgarī: अख़्मद सल्मान रश्दी), född 19 juni 1947 i Bombay i Maharashtra, är en indisk-brittisk författare. Hans genombrottsroman var Midnattsbarnen (Midnight's Children, 1981) vilken gav honom det prestigefyllda Bookerpriset.
Publiceringen av hans fjärde roman Satansverserna (The Satanic Verses) i september 1988 gav upphov till kraftiga reaktioner i den muslimska världen. Efter dödshot och en fatwa utfärdad av Irans högste ledare, ayatollah Ruhollah Khomeini, tvingades Rushdie gå under jorden i många år och visade sig offentligt endast sporadiskt.
Rushdie är sedan år 2000 bosatt i USA, där han innehaft en professur vid Emory University i Atlanta i Georgia. Större delen av Rushdies böcker utspelar sig på den indiska subkontinenten.
Den 12 augusti 2022 utsattes Rushdie för ett knivöverfall i samband med ett framträdande på Chautauqua Institution söder om Buffalo i delstaten New York. Rushdie överlevde attacken men förlorade synen på ena ögat.

## Biografi

### Bakgrund
Rushdie växte upp i en muslimsk familj i Bombay. När han var 14 år flyttade familjen till Pakistan. Rushdie gick i skolan både i Bombay och i Warwickshire, England. Därefter följde högre studier vid King's College i Cambridge i England, där han bland annat var del av amatörteaterensemblen Footlights. Efter examen 1968 bodde han med sin familj som sedan 1964 bott i Pakistan. Han arbetade en kort tid inom televisionen, innan han återvände till England och en tjänst som copywriter på reklamfirman Ayer Barker. Kort därefter blev Rushdie författare på heltid.

### Författarskap
Rushdies första roman, Grimus, var en science fiction-berättelse som inte väckte någon större uppmärksamhet. Under ett besök i Indien på 1970-talet började han skriva Midnattsbarnen som blev hans andra roman. Den skrev in Rushdie i litteraturhistorien och anses i dag vara ett av hans största verk. Litteraturvetare anser även att Midnattsbarnen signifikant påverkade den indisk-engelska litteraturens utveckling under det kommande årtiondet. 1981 fick Midnattsbarnen Bookerpriset och har sedan dess två gånger utsetts till den bästa Bookerprisvinnaren genom tiderna.
Efter succén följde den kortare romanen Skam (Shame, 1983), där de politiska omdaningarna i Pakistan beskrivs genom karaktären Zulfikar Ali Bhutto och generalen Muhammed Zia-ul-Haq. Både Skam och Midnattsbarnen har inslag av magisk realism. Under 1980-talet besökte Rushdie Nicaragua där hans upplevelser gav grunden till hans nästa bok Jaguarens leende (The Jaguar Smile). 1988 utkom Satansverserna. Den följdes av en sagoberättelse i det mindre formatet Harun och sagornas hav, 1990 och en samling noveller Öst, väst, 1994.
Indien och Pakistan var platser där hans tidiga romaner utspelar sig. I senare romaner rör sig Rushdie mot västvärlden med Morens sista suck (The Moor's Last Sigh, 1995), där kommersiella och kulturella kopplingar mellan Indien och Iberiska halvön utforskas. Marken under hennes fötter (The Ground Beneath Her Feet, 1999) är en alternativ historia om modern rockmusik. Ursinne (Fury, 2001) utspelar sig i New York. Uppföljaren Clownen Shalimar (Shalimar the Clown, 2005) är en omfångsrik roman som väver samman olika berättelser och utspelar sig på flera platser i världen.
I Förtrollerskan från Florens (Enchantress of Florence, 2008), som utspelar sig på 1500-talet, förenar Rushdie ett möte mellan den tidens Indien och den europeiska renässansen. Luka och livets eld (Luka and the Fire of Life, 2010) anknyter till Rushdies tidigare sagoberättelse Harun och sagornas hav med delvis samma huvudpersoner.  I Två år, åtta månader och tjugoåtta nätter (Two Years Eight Months and Twenty-Eight Nights, 2015) förenar han filosofiska frågor med historia, mytologi och sagotraditioner. Det gyllene huset (The Golden House, 2017) är en samtidsberättelse som utspelar sig i USA. 2019 utkom Rushdies fjortonde roman Quichotte, inspirerad av Cervantes Don Quijote.
År 2012 utgav Rushdie memoarboken Joseph Anton där han berättar om åren han levde gömd på grund av fatwan efter Satansverserna. Joseph Anton var hans hemliga alias under denna tid.

#### Berättarstil och teman
Rushdie förenar i sitt författarskap olika kulturer och traditioner, historia, religion och politik med ett respektlöst kreativt förhållande till det engelska språket. Utmärkande för hans prosa är en balans mellan stora perspektiv och omsorgsfullt valda, ofta oväntade och ibland groteska detaljer. Han hämtar inspiration från många olika traditioner: antikens Grekland, Persien och Indien, europeisk modernism och samtida populärkultur. Satir, myt och allegori är framträdande inslag i hans romaner.
Rushdies författarskap förenar på ett för engelskspråkig litteratur nyskapande sätt tre litterära traditioner: indisk litteratur, europeisk experimentell prosa och latinamerikansk magisk realism.
Rushdie är en postmodern författare som förenar glädjefullt berättande med metafiktion, intertextualitet, allusioner och magisk realism. Hans romaner har ofta parallella handlingar och inslag av satir och parodi.
Rushdie är en företrädare för postkolonial litteratur. Ett framträdande tema i hans författarskap är en problematisering av de vedertagna myterna om identitet, nationalism och religion utifrån de förutfattade motsatsförhållandena vi/dem, öst/väst, sekulärt/religiöst. Han beskrivs som en politisk författare. Romanerna Midnattsbarnen och Skam är ett slags kritiskt återberättande av Indiens och Pakistans historia från ett postmodernistiskt perspektiv. I verk som den sagoaktiga Harun och sagornas hav framhåller Rushdie berättandets betydelse för människan.

#### Förebilder som författare
I sin icke-fiktiva samling Step Across the Line uttrycker Rushdie beundran för den italienske författaren Italo Calvino, den indiska författaren Arundhati Roy och den amerikanska författaren Thomas Pynchon. Midnattsbarnen lånar teman från Günter Grass' roman Blecktrumman som Rushdie menar har inspirerat honom till författaryrket. Hans författarskap är också influerat av latinamerikansk litteratur och magisk realism;  i synnerhet Gabriel García Marquez roman Hundra år av ensamhet har haft betydelse.
Andra förebilder som nämnts är François Rabelais, Jonathan Swift, Laurence Sterne, Charles Dickens, William Blake, Michail Bulgakov, James Joyce, Mahabharata och Tusen och en natt.

#### Syn på religion och politik
Rushdie är uppväxt i en muslimsk familj, men säger sig vara ateist. Hans böcker handlar ofta om konflikter kring religion och tro. Rushdie är en frispråkig religionskritiker, men hans kritik är inte begränsad till någon särskild religion eller del av världen, utan gäller själva religionen som idé. Han menar att den utgör grunden för extremism och motsättningar.
Politiskt är Rushdie en kritiker av kolonialism och imperialism. På 1980-talet sade han sig sympatisera med marxismens idéer. Rushdie har emellertid upprepade gånger motsatt sig att förknippas med någon politisk rörelse, och har i flera romaner skrivit satiriskt om marxismen. Han menar att konstnärliga verk är oskiljbara från politik, men att författaren måste vara i opposition mot politikernas beskrivningar och presentera alternativa skildringar av världen:
| ” | Tekniker som komedi, metafor, fantasi och förhöjt bildskapande används för att bryta ned våra konventionella vanemässiga uppfattningar om vad världen är och måste vara. Overklighet är det enda vapen som kan användas för att krossa verkligheten, så att den kan byggas upp på nytt igen. | „ |

| ” | Du kan inte försöka förändra världen med en bok. Vad du kan göra är att förändra något litet i några människors sinnen. Vilken bok du än läser som gör ett djupt intryck på dig förändrar ditt liv för alltid. | „ |

### Övriga aktiviteter
Åren 2004 till 2006 var Rushdie ordförande för PEN American Center och grundade festivalen PEN World Voices. 2007 inledde han en femårig professur vid Emory University i Atlanta, där han också förvarar sitt arkiv. Rushdie är medförfattare till filmatiseringen av sin roman Midnattsbarnen från 2012. 2011 skrev han manus till tv-serien The Next People. Rushdie, som sedan unga år drömt om att bli skådespelare, har själv medverkat i flera filmer och tv-serier. 2001 gjorde han en cameoroll i filmen Bridget Jones dagbok. 2007 hade han en biroll i filmen Then She Found Me. 2017 spelade han sig själv i ett avsnitt av Simma lugnt, Larry!, där han ger Larry David råd om hur han ska handskas med den fatwa som utfärdats mot honom.

### Privatliv
Rushdie har varit gift fem gånger. Första gången med den litterära agenten Clarissa Luard 1976–1987. Senare med författaren Marianne Wiggins och bokredaktören Elizabeth West. Han har två söner födda 1979 och 1997. 2004–2007 var han gift med tv-programledaren och fotomodellen Padma Lakshmi. 2021 gifte han sig med den amerikanska poeten och romanförfattaren Rachel Eliza Griffiths. Rushdie bor i New York där han ofta deltar i offentliga tillställningar. Han är aktiv i sociala medier, bland annat med ett Twitterkonto som 2018 hade drygt 1,2 miljoner följare.

## Betydelse och erkännande
Rushdie har haft stort inflytande över yngre indiska författare. Han har  varit mentor åt en hel generation blivande författare och har i det stora hela format den post-koloniala litteraturen i Indien och varit föregångare till författare som Vikram Seth, Kiran Desai, Arundhati Roy, Rohinton Mistry, Gita Mehta och Jeet Thayil. Hans inflytande märks också hos brittiska författare som Zadie Smith och Monica Ali och i nyare amerikansk prosa med författare som Junot Díaz.
Rushdie har mottagit flera bekräftelser på sin litterära gärning, bland annat Europeiska unionens Aristeion-pris.
I juni 2007 blev Rushdie adlad (Knight Bachelor) av drottning Elizabeth som en belöning för sitt författarskap. Han tituleras därmed sir Salman Rushdie. År 2008 blev han hedersledamot av Academy of Arts of Letters i USA. År 2010 tilldelades han Golden Pen Award som tillerkänns en brittisk författare för ett framstående författarskap. År 2022 förlänades han Order of the Companions of Honour vid ordensförläningarna vid drottningens födelsedag.

### Kontroversen kring Satansverserna
Publiceringen av romanen Satansverserna i september 1988 gav omedelbart upphov till ett ramaskri i den muslimska världen som ansåg att boken ger en felaktig bild av profeten Muhammed. Titeln syftar på en muslimsk tradition i boken, enligt vilken Muhammed (Mahound i boken) lade till verser i Koranen för att acceptera de tre gudinnor som brukade dyrkas i Mekka som heliga varelser. Enligt legenden ändrade Muhammed tillbaka verserna med förklaringen att djävulen frestade honom att yttra dessa rader för att lugna Mekka-bor (därmed Satans-verserna). Boken bannlystes snabbt i många muslimska områden.
Den 14 februari 1989 utfärdades en fatwa av Ayatollah Ruhollah Khomeini via Radio Teheran, vars budskap var att Rushdie måste avrättas och att boken var hädisk mot Islam. En belöning utfästes till den som mördade Rushdie som därmed tvingades att gå under jorden. En politisk konsekvens blev att Storbritannien den 7 mars 1989 bröt de diplomatiska förbindelserna med Iran.
Under tiden utbröt oroligheter världen runt, med brandbomber mot bokaffärer och förlag som förknippades med boken. Muslimska grupper höll tävlingar i vilka som kunde bränna flest exemplar av Satansverserna. Många personer som varit inblandade i översättning och publikation av boken blev föremål för dödshot och trakasserier, och vissa mördades, andra blev allvarligt skadade.
I slutet av 1990 kom Rushdie med en officiell ursäkt till muslimer. Den 24 september 1998 tillkännagav Iran att man inte längre avsåg att skada Rushdie, vilket skapade förutsättningar för att återupprätta diplomatiska förbindelser mellan Iran och Storbritannien. Strax efteråt meddelade iranska myndigheter att trots vad som sagts skulle dödsdomen mot Rushdie stå fast. Tidigt under 2005 fastslog Irans andliga ledare Ali Khamenei att Khomeinis fatwa skulle fortsätta att gälla. Iran har avslagit begäran att ta tillbaka fatwan med motiveringen att endast den som utfärdar en fatwa kan ta tillbaka den. År 2012 meddelade ledaren för en iransk religiös organisation att belöningen hade höjts med en halv miljon dollar till motsvarande 21 miljoner svenska kronor.
Enligt forskaren Bernard Rougier berodde fatwan mot Rushdie inte på Satansverserna i sig utan på att romanens två huvudfigurer är muslimer som blivit ateister, vilket är belagt med dödsstraff inom islam.
Svenska Akademien valde att inte ställa sig bakom en appell till den svenska regeringen att ingripa i Rushdiefrågan, med hänvisning till en av Akademiens gamla principer att inte göra uttalanden av politisk natur. Det ledde till en intern kris, kallad Salman Rushdie-affären, där Kerstin Ekman och Lars Gyllensten slutade delta i Akademiens arbete.

### Överfallet i Chautauqua
Den 12 augusti 2022, när han skulle inleda en föreläsning på Chautauqua Institutionen i Chautauqua i New York, attackerades Rushdie av en man som rusade upp på scenen och högg honom upprepade gånger, inklusive i halsen. Angriparen drogs undan innan han omhändertogs; Rushdie fördes till sjukhus i Erie i Pennsylvania, där han opererades. Rushdies agent Andrew Wylie sa: "Salman kommer troligtvis förlora ett öga, nerverna i hans arm är skadade och hans lever träffad och skadad." Wylie sa att Rushdie för närvarande vårdas i respirator och inte är talbar. Den misstänkte identifierades som 24-åriga Hadi Matar från Fairview, New Jersey.
Den 23 oktober 2022 rapporterade Wylie att Rushdie hade förlorat synen på ena ögat och rörligheten i ena handen men överlevde mordförsöket.
År 2024 gav Rushdie ut boken Knife (på svenska som Kniv: tankar efter ett mordförsök). Boken beskrivs av recensenten Johan Hilton som en "lika lysande som behärskad essä", som ett övertygande argument för att ordet faktiskt är mäktigare än svärdet.

## Priser och utmärkelser
- 1981 – Bookerpriset för Midnight's Children
- 1983 – Prix du Meilleur Livres Étranger
- 1992 – Tucholskypriset
- 1992 – Österrikiska statens pris för europeisk litteratur
- 1996 – Aristeionpriset
- 1996 – British Book Award
- 1999 – Commandeur de l'Ordre des Arts et des Lettres
- 1999 – Whitbread Novel Award
- 2008 – James Joyce Award
- 2010 – Golden Pen Award
- 2014 – H.C. Andersens litteraturpris[38]
- 2014 – Pinterpriset
- 2023 – Tyska bokhandelns fredspris